# Штаремберги

Штаремберг (Starhemberg, прежде Starchemberg) — старинный австрийский княжеский и графский род, ведущий своё происхождение от Гундаккара, построившего в 1176 г. в Верхней Австрии замок Шторхенберг.
В 1643 г. Штаремберги возведены в имперское графское, в 1765 г. — в княжеское достоинство, в 1803 г. — медиатизованы. Они владели тремя барочными дворцами в Вене и несколькими замками в Верхней Австрии. До Второй мировой войны им принадлежали лучшие виноградники Вахау (которые они сдавали в аренду виноделам).
Из этого рода происходили:
- зальцбургский архиепископ Эберхард (занимал кафедру в 1427-29 гг.);
- Максимилиан Лоренц фон Штаремберг[нем.] (ум. 1689) — имперский фельдмаршал;
- Гундакер Томас фон Штаремберг (1633—1745) — австрийский государственный деятель.
- Эрнст Рюдигер фон Штаремберг (1638—1701) — имперский фельдмаршал;
- Гвидо фон Штаренберґ (1657—1737) — имперский (австрийский) фельдмаршал;
- Эрнст Рюдигер Штаремберг (1899—1956) — лидер хеймвера, австрийский вице-канцлер, женатый на актрисе Норе Грегор.

Резиденции Штарембергов
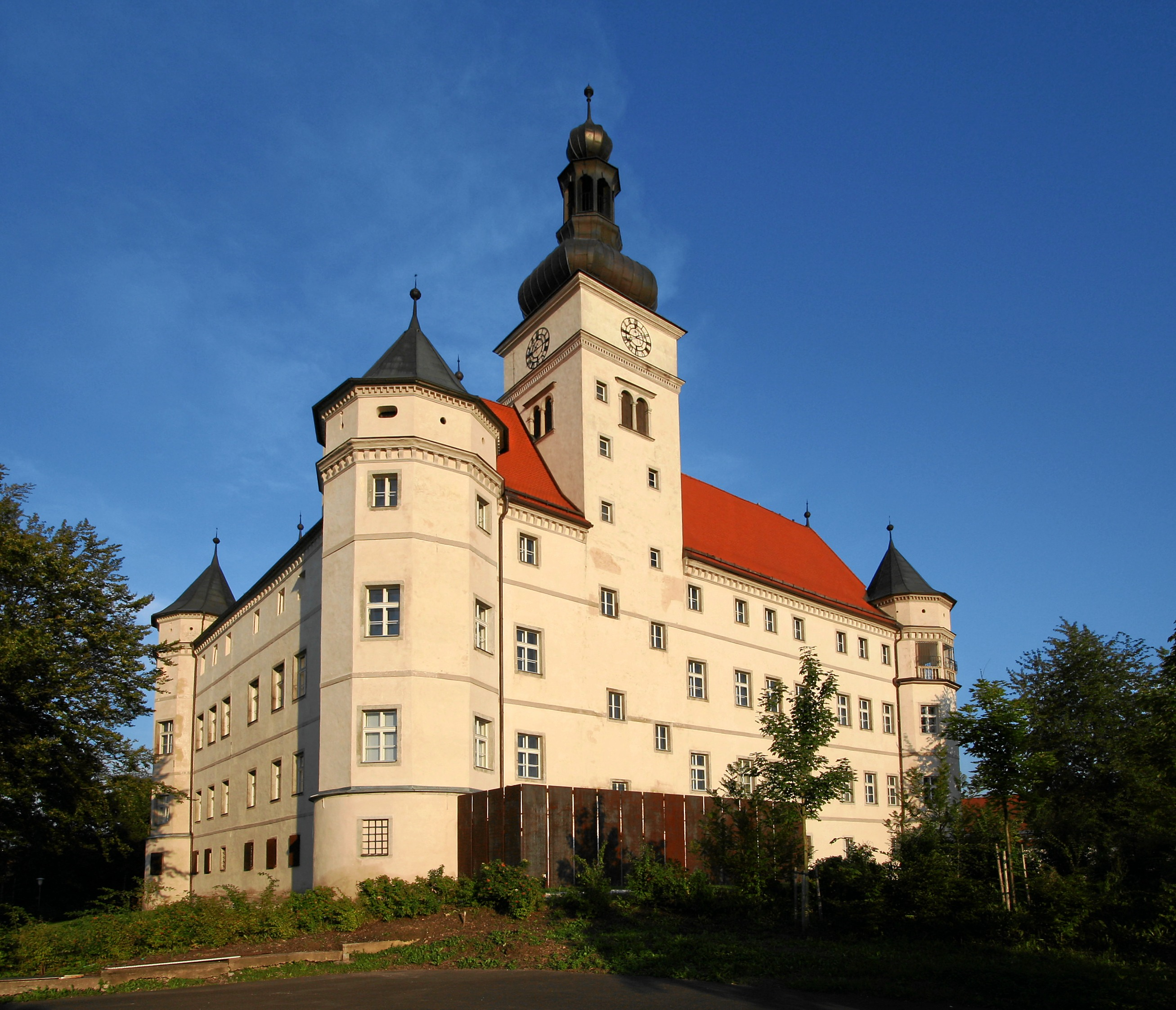
Замок Хартхайм
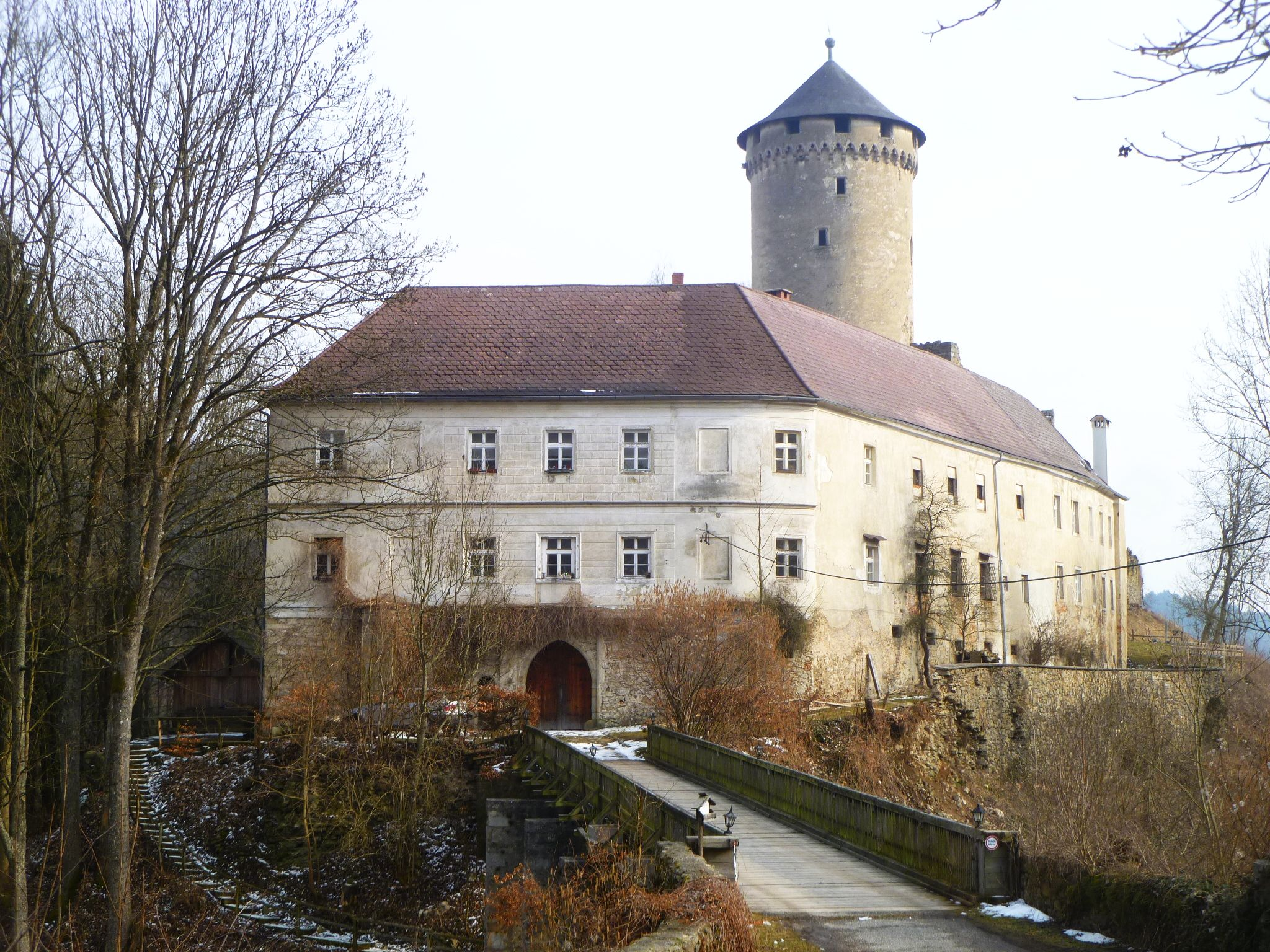
Замок Вильдберг
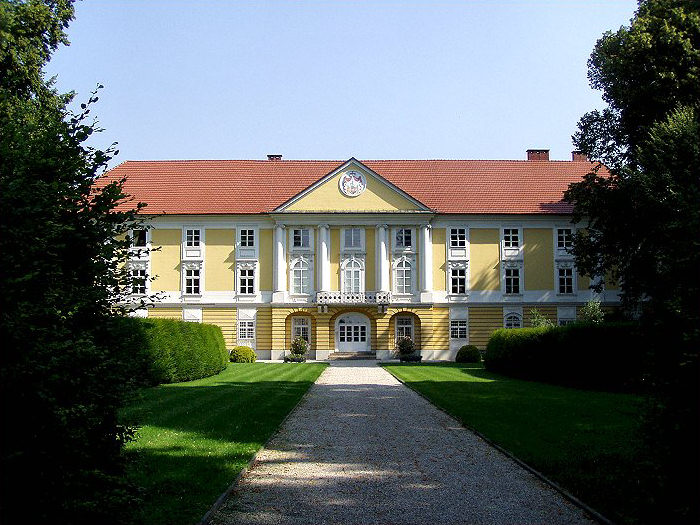
Дворец в Эфердинге
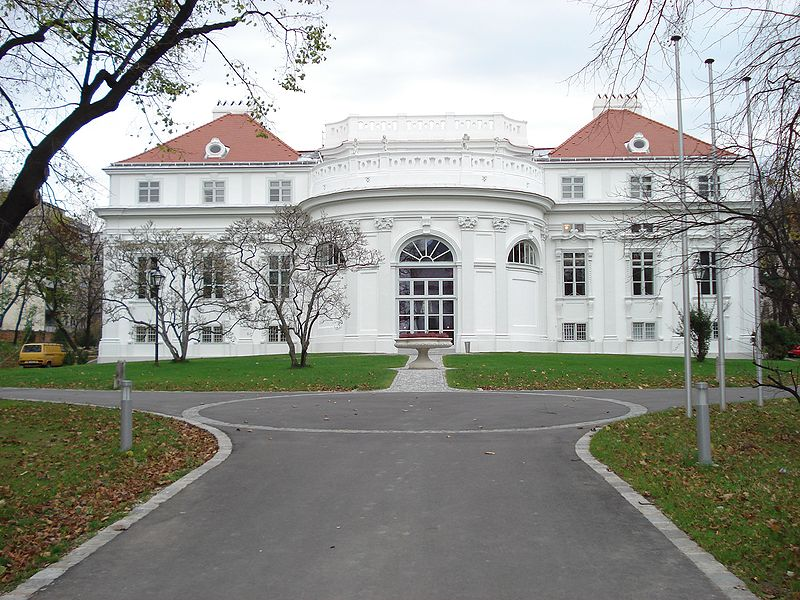
Венская вилла
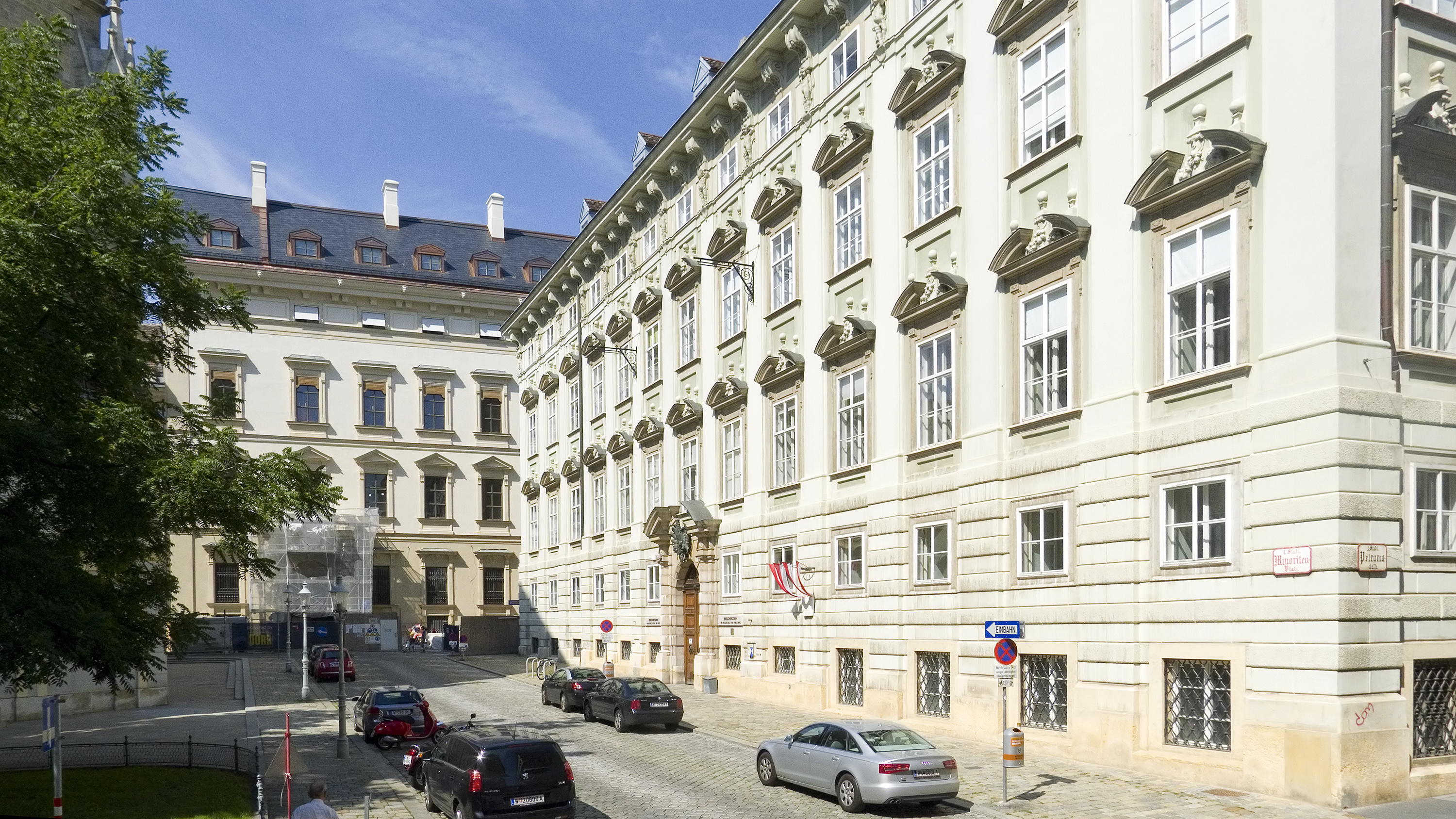
Городской дворец в Вене